# China Open 2017 - Qualificazioni singolare femminile
Le qualificazioni del singolare femminile del China Open 2017 sono state un torneo di tennis preliminare per accedere alla fase finale della manifestazione. Le vincitrici dell'ultimo turno sono entrate di diritto nel tabellone principale. In caso di ritiro di una o più giocatrici aventi diritto a queste sono subentrati le lucky loser, ossia le giocatrici che hanno perso nell'ultimo turno ma che avevano una classifica più alta rispetto alle altre partecipanti che avevano comunque perso nel turno finale.

## Teste di serie
1. Shelby Rogers (spostata nel tabellone principale)
2. Beatriz Haddad Maia (primo turno)
3. Zarina Diyas (ultimo turno)
4. Natalia Vikhlyantseva (spostata nel tabellone principale)
5. Jennifer Brady (qualificata)
6. Carina Witthöft (qualificata)
7. Heather Watson (primo turno)
8. Verónica Cepede Royg (primo turno)
9. Varvara Lepchenko (qualificata)

1. Mónica Puig (ultimo turno)
2. Christina McHale (qualificata)
3. Maria Sakkarī (ritirata, partecipa a Wuhan)
4. Madison Brengle (qualificata)
5. Magda Linette (qualificata)
6. Ons Jabeur (ultimo turno)
7. Lara Arruabarrena (qualificata)
8. Sara Sorribes Tormo (ultimo turno)
9. Hsieh Su-wei (ultimo turno)
10. Aliaksandra Sasnovich (ultimo turno)

## Qualificate
1. Varvara Lepchenko
2. Andrea Petković
3. Lara Arruabarrena
4. Madison Brengle

1. Jennifer Brady
2. Carina Witthöft
3. Christina McHale
4. Magda Linette

## Tabellone

### Legenda
| - Q = Qualificato - WC = Wild card - LL = Lucky loser | - ALT = Alternate - SE = Special Exempt - PR = Protected Ranking | - w/o = Walkover - r = Ritirato - d = Squalificato |

### Sezione 1
|  | Primo turno | Primo turno           | Primo turno           | Primo turno | Primo turno |  |  | Ultimo turno | Ultimo turno          | Ultimo turno | Ultimo turno | Ultimo turno |  |
|  |             |                       |                       |             |             |  |  |              |                       |              |              |              |  |
|  | 19          | Aliaksandra Sasnovich | Aliaksandra Sasnovich | 6           | 6           |  |  |              |                       |              |              |              |  |
|  | PR          | Alla Kudryavtseva     | Alla Kudryavtseva     | 3           | 0           |  |  | 19           | Aliaksandra Sasnovich | 6            | 3            | 4            |  |
|  |             | Liu Fangzhou          | 6                     | 4           | 4           |  |  | 9            | Varvara Lepchenko     | 0            | 6            | 6            |  |
|  | 9           | Varvara Lepchenko     | 4                     | 6           | 6           |  |  |              |                       |              |              |              |  |

### Sezione 2
|  | Primo turno | Primo turno         | Primo turno         | Primo turno | Primo turno |  |  | Ultimo turno | Ultimo turno        | Ultimo turno        | Ultimo turno | Ultimo turno |  |
|  |             |                     |                     |             |             |  |  |              |                     |                     |              |              |  |
|  | 2           | Beatriz Haddad Maia | Beatriz Haddad Maia | 3           | 3           |  |  |              |                     |                     |              |              |  |
|  |             | Andrea Petković     | Andrea Petković     | 6           | 6           |  |  |              | Andrea Petković     | Andrea Petković     | 6            | 6            |  |
|  |             | Kristie Ahn         | 7                   | 4           | 5           |  |  | 17           | Sara Sorribes Tormo | Sara Sorribes Tormo | 0            | 4            |  |
|  | 17          | Sara Sorribes Tormo | 63                  | 6           | 7           |  |  |              |                     |                     |              |              |  |

### Sezione 3
|  | Primo turno | Primo turno        | Primo turno        | Primo turno | Primo turno |  |  | Ultimo turno | Ultimo turno      | Ultimo turno | Ultimo turno | Ultimo turno |  |
|  |             |                    |                    |             |             |  |  |              |                   |              |              |              |  |
|  | 3           | Zarina Diyas       | Zarina Diyas       | 6           | 6           |  |  |              |                   |              |              |              |  |
|  | Alt         | Gabriela Dabrowski | Gabriela Dabrowski | 2           | 2           |  |  | 3            | Zarina Diyas      | 6            | 3            | 5            |  |
|  | WC          | Liu Yanni          | Liu Yanni          | 1           | 1           |  |  | 16           | Lara Arruabarrena | 3            | 6            | 7            |  |
|  | 16          | Lara Arruabarrena  | Lara Arruabarrena  | 6           | 6           |  |  |              |                   |              |              |              |  |

### Sezione 4
|  | Primo turno | Primo turno     | Primo turno     | Primo turno | Primo turno |  |  | Ultimo turno | Ultimo turno    | Ultimo turno    | Ultimo turno | Ultimo turno |  |
|  |             |                 |                 |             |             |  |  |              |                 |                 |              |              |  |
|  | 18          | Hsieh Su-wei    | 2               | 6           | 6           |  |  |              |                 |                 |              |              |  |
|  | Alt         | Lu Jiajing      | 6               | 3           | 3           |  |  | 18           | Hsieh Su-wei    | Hsieh Su-wei    | 3            | 2            |  |
|  |             | Han Xinyun      | Han Xinyun      | 4           | 1           |  |  | 13           | Madison Brengle | Madison Brengle | 6            | 6            |  |
|  | 13          | Madison Brengle | Madison Brengle | 6           | 6           |  |  |              |                 |                 |              |              |  |

### Sezione 5
|  | Primo turno | Primo turno    | Primo turno    | Primo turno | Primo turno |  |  | Ultimo turno | Ultimo turno   | Ultimo turno   | Ultimo turno | Ultimo turno |  |
|  |             |                |                |             |             |  |  |              |                |                |              |              |  |
|  | 5           | Jennifer Brady | Jennifer Brady | 6           | 6           |  |  |              |                |                |              |              |  |
|  |             | Danka Kovinić  | Danka Kovinić  | 4           | 1           |  |  | 5            | Jennifer Brady | Jennifer Brady | 6            | 6            |  |
|  | WC          | Jil Teichmann  | Jil Teichmann  | 4           | 1           |  |  | 10           | Mónica Puig    | Mónica Puig    | 4            | 4            |  |
|  | 10          | Mónica Puig    | Mónica Puig    | 6           | 6           |  |  |              |                |                |              |              |  |

### Sezione 6
|  | Primo turno | Primo turno     | Primo turno     | Primo turno | Primo turno |  |  | Ultimo turno | Ultimo turno    | Ultimo turno    | Ultimo turno | Ultimo turno |  |
|  |             |                 |                 |             |             |  |  |              |                 |                 |              |              |  |
|  | 6           | Carina Witthöft | Carina Witthöft | 6           | 6           |  |  |              |                 |                 |              |              |  |
|  |             | Lizette Cabrera | Lizette Cabrera | 0           | 2           |  |  | 6            | Carina Witthöft | Carina Witthöft | 6            | 6            |  |
|  | Alt         | Xun Fangying    | Xun Fangying    | 3           | 2           |  |  | 15           | Ons Jabeur      | Ons Jabeur      | 4            | 1            |  |
|  | 15          | Ons Jabeur      | Ons Jabeur      | 6           | 6           |  |  |              |                 |                 |              |              |  |

### Sezione 7
|  | Primo turno | Primo turno      | Primo turno | Primo turno | Primo turno |  |  | Ultimo turno | Ultimo turno     | Ultimo turno | Ultimo turno | Ultimo turno |  |
|  |             |                  |             |             |             |  |  |              |                  |              |              |              |  |
|  | 7           | Heather Watson   | 7           | 4           | 4           |  |  |              |                  |              |              |              |  |
|  |             | Nicole Gibbs     | 63          | 6           | 6           |  |  |              | Nicole Gibbs     | 4            | 6            | 4            |  |
|  |             | Aryna Sabalenka  | 6           | 1           | 4           |  |  | 11           | Christina McHale | 6            | 3            | 6            |  |
|  | 11          | Christina McHale | 1           | 6           | 6           |  |  |              |                  |              |              |              |  |

### Sezione 8
|  | Primo turno | Primo turno          | Primo turno    | Primo turno | Primo turno |  |  | Ultimo turno | Ultimo turno  | Ultimo turno | Ultimo turno | Ultimo turno |  |
|  |             |                      |                |             |             |  |  |              |               |              |              |              |  |
|  | 8           | Verónica Cepede Royg | 4              | 6           | 1           |  |  |              |               |              |              |              |  |
|  | WC          | Gao Xinyu            | 6              | 2           | 6           |  |  | WC           | Gao Xinyu     | 2            | 6            | 1            |  |
|  |             | Chang Kai-chen       | Chang Kai-chen | 2           | 2           |  |  | 14           | Magda Linette | 6            | 2            | 6            |  |
|  | 14          | Magda Linette        | Magda Linette  | 6           | 6           |  |  |              |               |              |              |              |  |